# Ciclismo ai Giochi della XXXI Olimpiade
Le gare di ciclismo ai Giochi della XXXI Olimpiade si svolsero tra il 6 e il 21 agosto 2016 in quattro sedi diverse: il Velódromo Municipal per il ciclismo su pista, il Parque Radical per la BMX e la mountain bike, un percorso stradale con partenza e arrivo al Forte di Copacabana per le corse in linea del ciclismo su strada e la zona di Pontal per le prove a cronometro.
Rispetto al programma dei Giochi Olimpici del 2012 non c'è stato nessun cambiamento.

## Calendario
| P | Batterie/Preliminari | ¼ | Quarti di finale | ½ | Semifinali | F | Finale |

| Evento↓/Data →           | Sab 6 | Dom 7 | Mer 10 | Mer 17 | Gio 18 | Ven 19 | Ven 19 | Sab 20 | Dom 21 |
| ------------------------ | ----- | ----- | ------ | ------ | ------ | ------ | ------ | ------ | ------ |
| BMX maschile             |       |       |        | P      | ¼      | ½      | F      |        |        |
| BMX femminile            |       |       |        |        | P      | ½      | F      |        |        |
| Mountain Bike            |       |       |        |        |        |        |        |        |        |
| Cross country maschile   |       |       |        |        |        |        |        |        | F      |
| Cross country femminile  |       |       |        |        |        |        |        | F      |        |
| Ciclismo su strada       |       |       |        |        |        |        |        |        |        |
| Corsa in linea maschile  | F     |       |        |        |        |        |        |        |        |
| Cronometro maschile      |       |       | F      |        |        |        |        |        |        |
| Corsa in linea femminile |       | F     |        |        |        |        |        |        |        |
| Cronometro femminile     |       |       | F      |        |        |        |        |        |        |

| Keirin maschile                  |   |   |   |   |   |   |   |   |   |    |    |    |    |    |    | P  | ½  | F  |   |   |
| Omnium maschile                  |   |   |   |   |   |   |   |   |   | SR | II | ER | TT | FL | PR |    |    |    |   |   |
| Velocità maschile                |   |   |   | P | P | P | ¼ | ½ | ½ | F  | F  | F  |    |    |    |    |    |    |   |   |
| Inseguimento a squadre maschile  | P | P | P | ½ | ½ | F |   |   |   |    |    |    |    |    |    |    |    |    |   |   |
| Velocità a squadre maschile      | P | ½ | F |   |   |   |   |   |   |    |    |    |    |    |    |    |    |    |   |   |
| Keirin femminile                 |   |   |   |   |   |   | P | ½ | F |    |    |    |    |    |    |    |    |    |   |   |
| Omnium femminile                 |   |   |   |   |   |   |   |   |   |    |    |    | SR | II | ER | TT | FL | PR |   |   |
| Velocità femminile               |   |   |   |   |   |   |   |   |   | P  | P  | P  | P  | P  | P  | ¼  | ½  | F  | F | F |
| Inseguimento a squadre femminile | P | P | P |   |   |   | ½ | F | F |    |    |    |    |    |    |    |    |    |   |   |
| Velocità a squadre femminile     |   |   |   | P | ½ | F |   |   |   |    |    |    |    |    |    |    |    |    |   |   |

## Podi

### Uomini
| Evento                            | Oro                                                              | Prestazione | Argento                                                                                 | Prestazione | Bronzo                                                                                                 | Prestazione |
| Ciclismo su strada                |                                                                  |             |                                                                                         |             | |             |
| Corsa in linea (dettagli)         | Greg Van Avermaet                                                | 6h10'05"    | Jakob Fuglsang                                                                          | s.t.        | Rafał Majka                                                                                            | a 5"        |
| Corsa a cronometro (dettagli)     | Fabian Cancellara                                                | 1h12'15"    | Tom Dumoulin                                                                            | a 48"       | Chris Froome                                                                                           | a 1'02"     |
| Ciclismo su pista                 |                                                                  |             |                                                                                         |             | |             |
| Inseguimento a squadre (dettagli) | Gran Bretagna Steven Burke Ed Clancy Owain Doull Bradley Wiggins | 3'50"26     | Australia Jack Bobridge Alexander Edmondson Michael Hepburn Sam Welsford Callum Scotson | 3'51"00     | Danimarca Casper von Folsach Lasse Norman Hansen Niklas Larsen Frederik Madsen Rasmus Christian Quaade | 3'53"78     |
| Velocità (dettagli)               | Jason Kenny                                                      |             | Callum Skinner                                                                          |             | Denis Dmitriev                                                                                         |             |
| Velocità a squadre (dettagli)     | Gran Bretagna Philip Hindes Jason Kenny Callum Skinner           | 42"440      | Nuova Zelanda Edward Dawkins Ethan Mitchell Sam Webster                                 | 42"542      | Francia Grégory Baugé Michaël D'Almeida François Pervis                                                | 43"143      |
| Keirin (dettagli)                 | Jason Kenny                                                      | 10"113      | Matthijs Büchli                                                                         | 10"156      | Azizulhasni Awang                                                                                      | 10"190      |
| Omnium (dettagli)                 | Elia Viviani                                                     | 207         | Mark Cavendish                                                                          | 194         | Lasse Norman Hansen                                                                                    | 192         |
| Mountain bike                     |                                                                  |             |                                                                                         |             | |             |
| Cross country (dettagli)          | Nino Schurter                                                    | 1'33'28"    | Jaroslav Kulhavý                                                                        | 1'34"18     | Carlos Coloma Nicolás                                                                                  | 1'34"51     |
| BMX                               |                                                                  |             |                                                                                         |             | |             |
| Corsa BMX (dettagli)              | Connor Fields                                                    | 34.093      | Jelle van Gorkom                                                                        | 35.316      | Carlos Ramírez                                                                                         | 35.317      |

### Donne
| Evento                            | Oro                                                                    | Prestazione | Argento                                                             | Prestazione | Bronzo                                                                             | Prestazione |
| Ciclismo su strada                |                                                                        |             |                                                                     |             |                                                                                    |             |
| Corsa in linea (dettagli)         | Anna van der Breggen                                                   | 3h51'27"    | Emma Johansson                                                      | s.t.        | Elisa Longo Borghini                                                               | s.t.        |
| Corsa a cronometro (dettagli)     | Kristin Armstrong                                                      | 44'26"42    | Ol'ga Zabelinskaja                                                  | a 6"        | Anna van der Breggen                                                               | a 12"       |
| Ciclismo su pista                 |                                                                        |             |                                                                     |             |                                                                                    |             |
| Inseguimento a squadre (dettagli) | Gran Bretagna Katie Archibald Elinor Barker Joanna Rowsell Laura Trott | 4'10"23     | Stati Uniti Kelly Catlin Chloé Dygert Sarah Hammer Jennifer Valente | 4'12"45     | Canada Allison Beveridge Jasmin Glaesser Kirsti Lay Georgia Simmerling Laura Brown | 4'14"62     |
| Velocità (dettagli)               | Kristina Vogel                                                         |             | Rebecca James                                                       |             | Katy Marchant                                                                      |             |
| Velocità a squadre (dettagli)     | Cina Gong Jinjie Zhong Tianshi                                         | 32"107      | Russia Dar'ja Šmelëva Anastasija Vojnova                            | 32"401      | Germania Kristina Vogel Miriam Welte                                               | 32"636      |
| Keirin (dettagli)                 | Elis Ligtlee                                                           | 11"217      | Rebecca James                                                       | 11"250      | Anna Meares                                                                        | 11"255      |
| Omnium (dettagli)                 | Laura Trott                                                            | 230         | Sarah Hammer                                                        | 206         | Jolien D'Hoore                                                                     | 199         |
| Mountain bike                     |                                                                        |             |                                                                     |             |                                                                                    |             |
| Cross country (dettagli)          | Jenny Rissveds                                                         | 1'30"15     | Maja Włoszczowska                                                   | a 37"       | Catharine Pendrel                                                                  | a 1'26"     |
| BMX                               |                                                                        |             |                                                                     |             |                                                                                    |             |
| Corsa BMX (dettagli)              | Mariana Pajón                                                          | 34.093      | Alise Post                                                          | 34.435      | Stefany Hernández                                                                  | 34.755      |

## Medagliere
| Posizione | Paese         | Oro | Argento | Bronzo | Totale |
| --------- | ------------- | --- | ------- | ------ | ------ |
| 1         | Gran Bretagna | 6   | 4       | 2      | 12     |
| 2         | Paesi Bassi   | 2   | 3       | 1      | 6      |
| 3         | Stati Uniti   | 2   | 3       | 0      | 5      |
| 4         | Svizzera      | 2   | 0       | 0      | 2      |
| 5         | Svezia        | 1   | 1       | 0      | 2      |
| 6         | Belgio        | 1   | 0       | 1      | 2      |
| 6         | Colombia      | 1   | 0       | 1      | 2      |
| 6         | Germania      | 1   | 0       | 1      | 2      |
| 6         | Italia        | 1   | 0       | 1      | 2      |
| 10        | Cina          | 1   | 0       | 0      | 1      |
| 11        | Russia        | 0   | 2       | 1      | 3      |
| 12        | Danimarca     | 0   | 1       | 2      | 3      |
| 13        | Australia     | 0   | 1       | 1      | 2      |
| 13        | Polonia       | 0   | 1       | 1      | 2      |
| 15        | Rep. Ceca     | 0   | 1       | 0      | 1      |
| 15        | Nuova Zelanda | 0   | 1       | 0      | 1      |
| 17        | Canada        | 0   | 0       | 2      | 2      |
| 18        | Francia       | 0   | 0       | 1      | 1      |
| 18        | Malaysia      | 0   | 0       | 1      | 1      |
| 18        | Spagna        | 0   | 0       | 1      | 1      |
| 18        | Venezuela     | 0   | 0       | 1      | 1      |
| Totale    | Totale        | 18  | 18      | 18     | 54     |